# 현대 RN24
현대 RN24는 현대자동차 N 브랜드가 2024년에 공개한 B세그먼트(소형차) 롤링랩 차량이다.

## 상세
2024년 10월 25일, 현대 N 데이 영상을 통해 공개됐다.
아이오닉5 N의 최고출력 650마력 PE(Power Electric) 시스템을 아이오닉5 N보다 작은 차급으로 구현했다. WRC 차량의 특수 보호막에 기반한 ‘엑소 스켈레톤’ 설계를 적용해 문·보닛 등 차량 상단부에 있는 강판을 제거했다. 공차중량은 아이오닉 5 N과 비교해 300㎏ 이상 가벼운 1880㎏이며, 휠베이스도 300㎜ 이상 감소한 2660㎜다.
랠리모드 전자식 사륜제어 기술, E-핸드브레이크 등 현대차그룹 기술연구소가 개발한 선행 기술이 탑재됐다. 랠리모드 전자식 사륜제어 기술은 자동차가 코너를 돌 때 운전자의 의도를 반영해 전·후륜 모터 및 각 바퀴의 회전량을 정밀하게 제어하고 네바퀴 동력을 배분한다. E-핸드브레이크는 회생 제동을 통해 뒷바퀴를 잠그는 기술로 어떤 온도에서든 일정한 제동력을 유지한다.

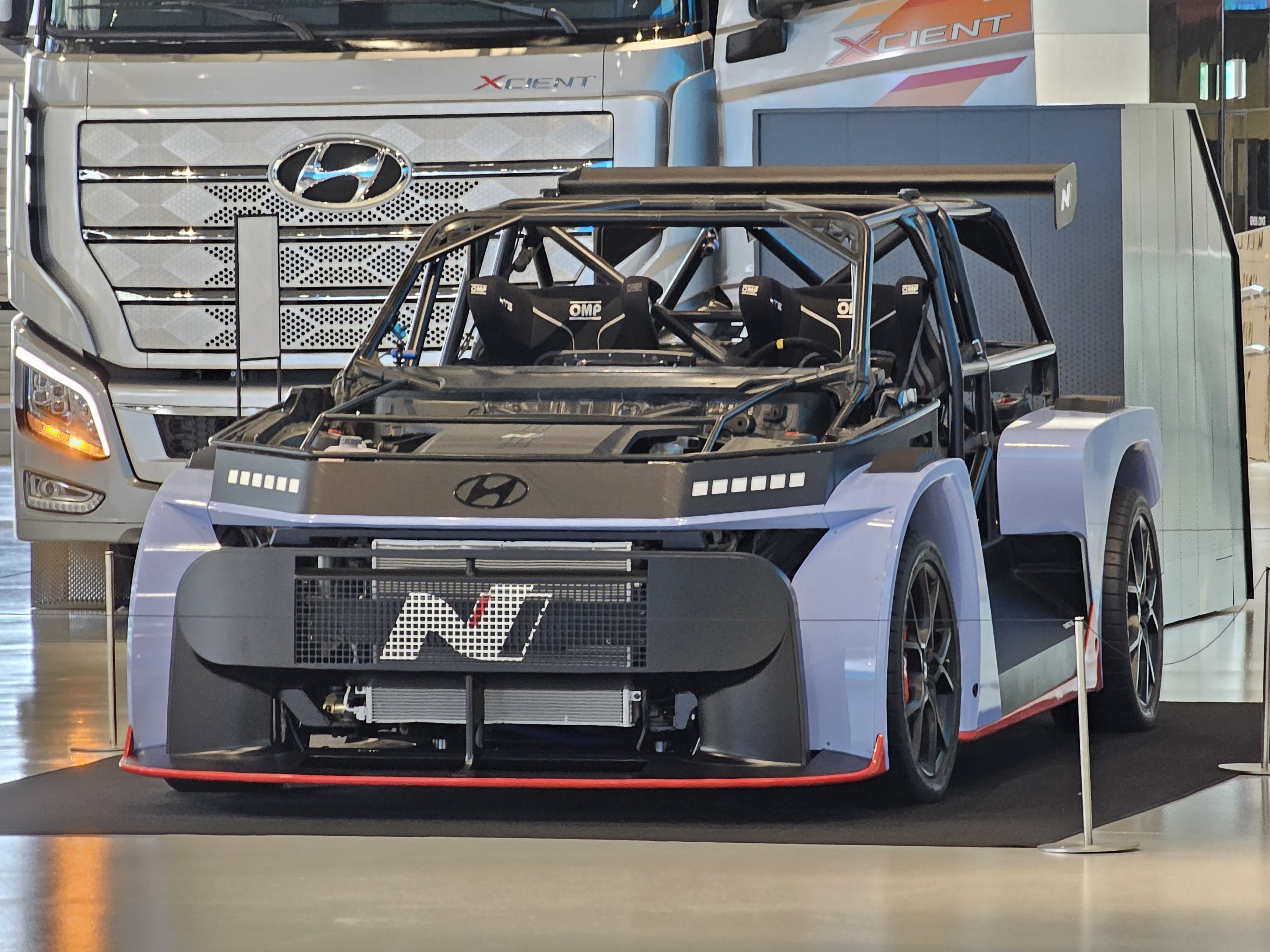
현대 RN24 전측면
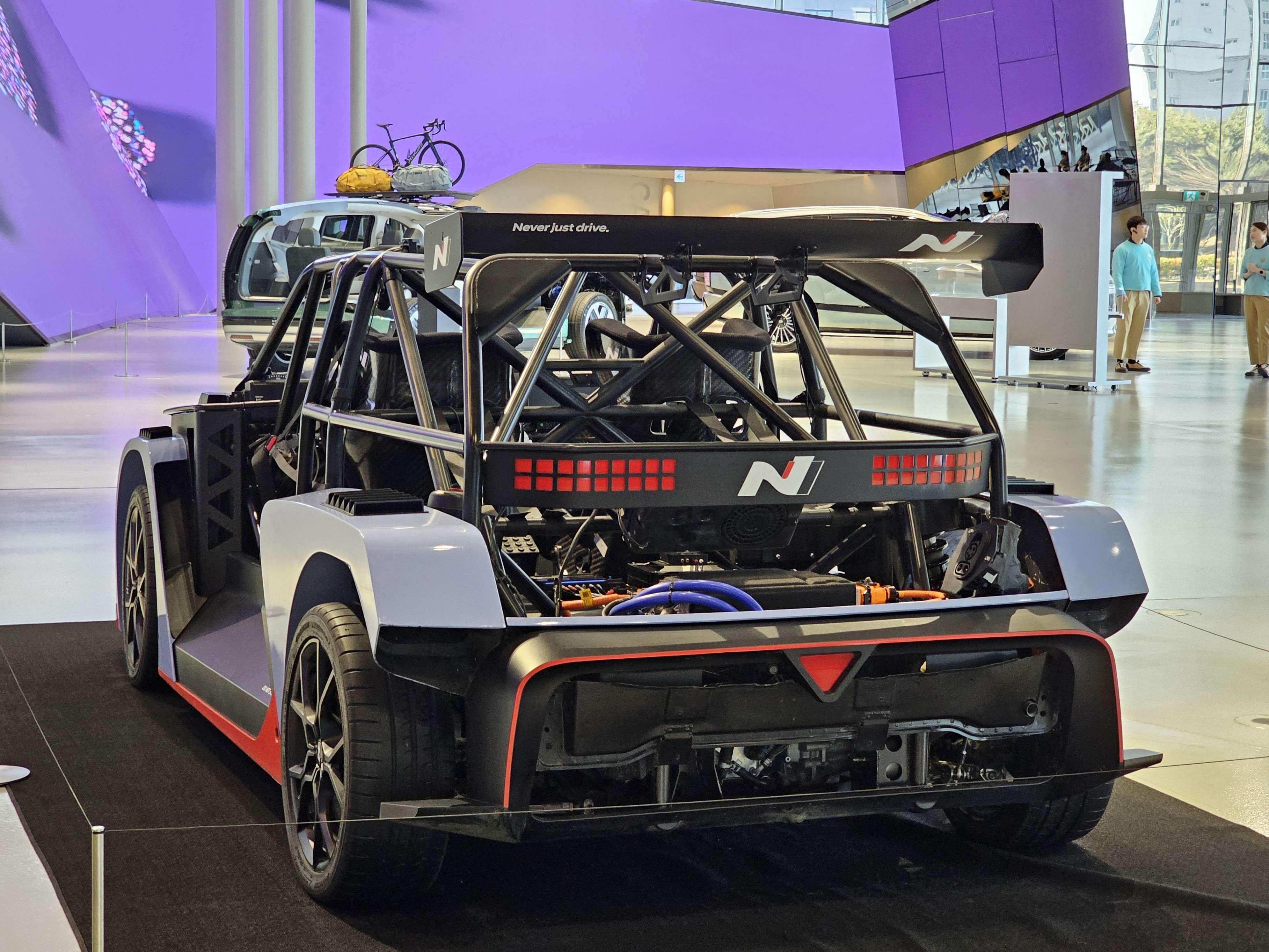
후측면
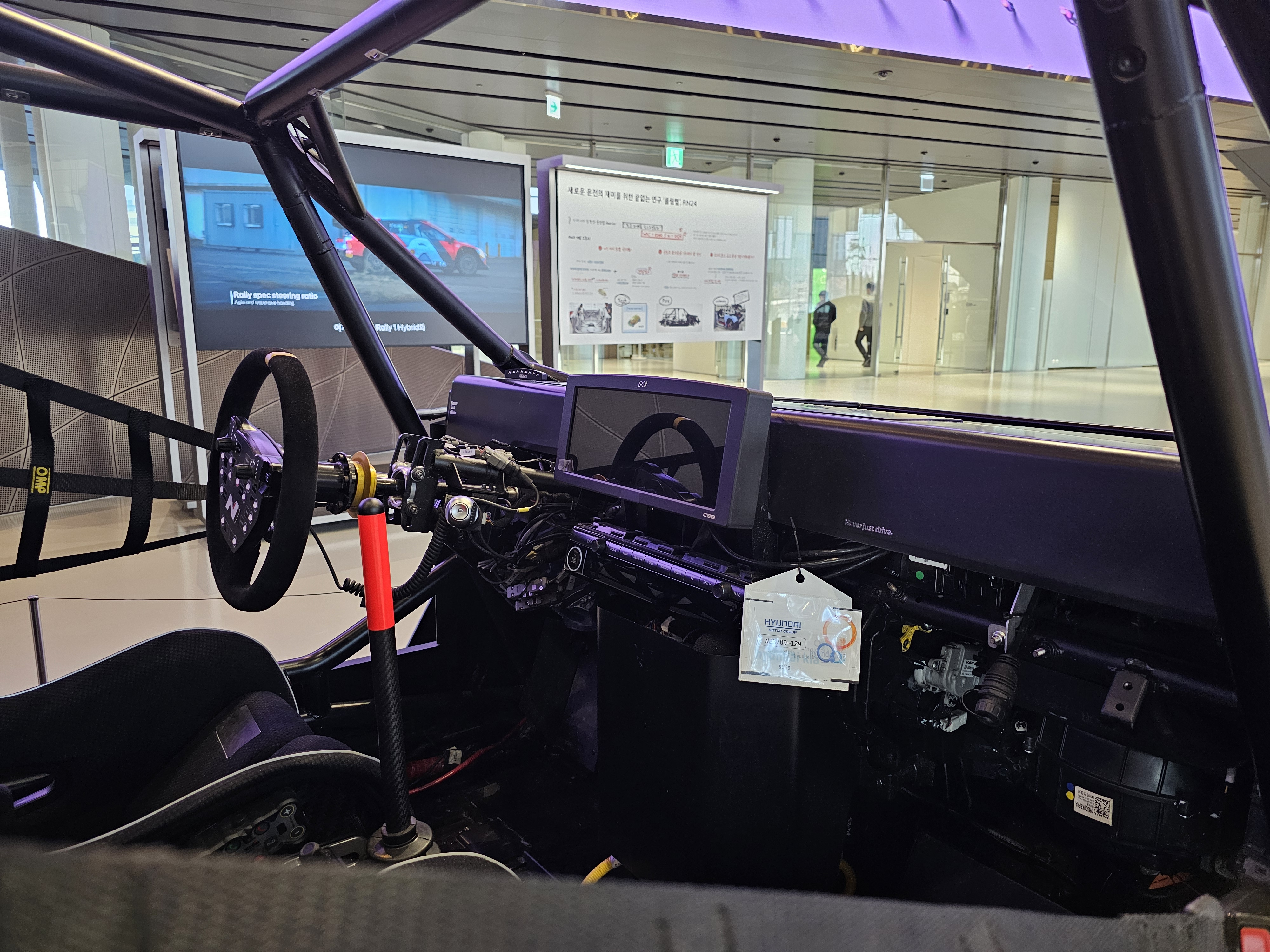
실내

## 같이 보기
- 현대자동차
- 현대 N
- 아이오닉 5 N